# قتل تروی لافرارا
میراندا و اِلیت بربور (به انگلیسی: Miranda and Elytte Barbour) زوج ساکن پنسیلوانیای آمریکا و پیرو یکی از شاخه‌های شیطان‌پرستی هستند که پس از دستگیری به جرم کشتن تروی لافرارا (Troy LaFerrara) به شهرت رسیدند. آشنایی آنها با تروی لافرارا از راه تبلیغاتی در کریگزلیست بود که در آن پیشنهاد تن‌فروشی در برابر دریافت پول را داده بودند. دادستان پرونده جنایت تروی لافرارا درخواست مجازات مرگ برای ارتکاب به قتل تروی لافرارا را برای این زوج کرده‌است.
میراندا بربور با ۱۹ سال سن، در اظهارات خود به قتل بیش از ۲۲ نفر دیگر از سال ۲۰۰۸ تا ۲۰۱۴ در کارولینای شمالی، آلاسکا، تگزاس و کالیفرنیا اعتراف کرد و تمام کشته‌شدگان را انسان‌های بد خواند.